# 罪無可赦：拳王傑克·強生沉浮錄
《罪無可赦：拳王傑克·強生沉浮錄》（英語：Unforgivable Blackness: The Rise and Fall of Jack Johnson）是一部2004年美國傳記紀錄片，由肯·伯恩斯執導，凱斯·大衛擔任旁白，講述了首位非洲裔美國重量級世界拳擊冠軍傑克·強生的人生故事，包括他在吉姆·克勞法時期與種族主義和社會不平等的抗爭歷程。
電影2004年9月4日在特柳賴德影展上首映，2005年1月17日在PBS首播。此片在黃金時段艾美獎上，大衛贏得最佳配音演出，伯恩斯提名紀錄片或紀實類節目最佳導演，編劇傑佛瑞·C·沃德提名紀實類節目最佳編劇。

## 製作
紀錄片由凱斯·大衛擔任旁白，山繆·傑克森為傑克·強生配音。亞當·阿金、艾倫·瑞克曼、凱文·康維、布萊恩·考克斯和艾德·哈里斯等演員也參與配音。文化評論家史丹利·克勞奇現身並發表評論，其中引用了強生在回答一位白人婦女關於黑人的問題時的一句話：「我們一邊吃著冷鰻魚，一邊思索著遠方。」這部紀錄片是肯·伯恩斯經常使用的風格的一個例子，其中多位權威人士提供畫外音來提供特定的細節。史丹利·克勞奇是提供個人回憶的主要權威。

## 外部連結
- 官方网站
- 互联网电影数据库（IMDb）上《罪無可赦：拳王傑克·強生沉浮錄》的资料（英文）